# آزمون ترندلنبرگ
آزمون ترندلنبُرگ (به انگلیسی: Trendelenburg test) یا آزمون برودی–ترندلنبُرگ آزمونی است که از آن طی معاینه بالینی برای تعیین کارآمدی دریچه‌های سیاهرگ‌های سطحی و عمقی پا در بیماران مبتلا به واریس استفاده شود.
آزمون ترندلنبُرگ را می‌توان با بستن تورنیکه در سطوح مختلف پا تکرار کرد تا سطح نارسایی دریچه‌ای را بیشتر مشخص کند:
- بالای زانو - برای ارزیابی سوراخ‌های وسط ران
- زیر زانو - برای ارزیابی ناکارآمدی بین سیاهرگ صافن کوچک و سیاهرگ پشت‌زانویی[۲]

این آزمون نامش را از فردریش ترندلنبُرگ می‌گیرد که در سال ۱۸۹۱ آن را تشریح کرد.